# Делюзия
Делюзиите са крайни фантазии, представи и вярвания в нереални факти, които не отговарят на реалността, това е силното убеждение, което присъства при индивиди с делюзивни състояния и не може да бъде повлияно от реални доказателства. Това е патология, която засяга по-силно представите отколкото илюзията или други възприятелни усещания.
Делюзиите макар на пръв вид безобидни могат да са симптом на умствено заболяване, но също може да са резултат от физически състояния при интоксикация и т.н. Също така в частност те са диагностичен фактор и индикатор за психиатрични заболявания като шизофрения , парафрения, мания, биполярни епизоди и психотична депресия.